# Kari Harila
Kari Harila (* 15. April 1968 in Oulu) ist ein ehemaliger finnischer Eishockeyspieler, der in seiner aktiven Zeit von 1985 bis 2000 zahlreiche Titel gewann. 

## Karriere
Kari Harila begann seine Karriere als Eishockeyspieler in seiner Heimatstadt in der Nachwuchsabteilung von Kärpät Oulu, für dessen Profimannschaft er in der Saison 1987/88 sein Debüt in der SM-liiga, der höchsten Spielklasse des Landes, gab. Dabei blieb er in fünf Spielen punkt- und torlos. Anschließend wechselte der Verteidiger zu Kärpäts Ligarivalen TPS Turku. Mit seinem neuen Verein war er in den folgenden Jahren sowohl national, als auch international sehr erfolgreich. In den Jahren 1989, 1990, 1991, 1993 und 1995 gewann er mit seiner Mannschaft jeweils den finnischen Meistertitel und wurde 1994 und 1996 mit seiner Mannschaft Vizemeister. Auf europäischer Ebene belegte er 1990 und 1994 mit TPS jeweils den zweiten Platz des Europapokals, 1993 gewann er mit der Mannschaft sogar den Europapokal. Parallel zum Spielbetrieb mit TPS, lief er in der Saison 1994/95 in zwei Spielen in der zweitklassigen I-divisioona auf. In der Saison 1995/96 war er Mannschaftskapitän in Turku. 
Zur Saison 1996/97 wechselte Harila zu den Malmö Redhawks in die schwedische Elitserien. In dieser war er zwei Jahre lang Stammspieler und begann auch die Saison 1998/99 in Malmö, ehe er den Großteil der Spielzeit in der damals noch zweitklassigen Division 1 beim Södertälje SK verbrachte. Für die Saison 1999/2000 kehrte der Finne zu seinem langjährigen Ex-Verein TPS Turku zurück, den er als Mannschaftskapitän zu einem weiteren Meistertitel führte. International belegte er mit Turku den dritten Platz der European Hockey League. Anschließend beendete er im Alter von 32 Jahren seine Karriere. 

### International
Für Finnland nahm Harila im Juniorenbereich an der U18-Junioren-Europameisterschaft 1986 sowie der U20-Junioren-Weltmeisterschaft 1988 teil. Im Seniorenbereich stand er im Aufgebot seines Landes bei der Weltmeisterschaft 1993. Bei der U18-EM 1986 gewann er mit seiner Mannschaft den Titel, bei der U20-WM 1988 gewann er mit seiner Mannschaft die Bronzemedaille.

## Erfolge und Auszeichnungen
| - 1989 Finnischer Meister mit TPS Turku - 1990 Finnischer Meister mit TPS Turku - 1990 2. Platz Europapokals mit TPS Turku - 1991 Finnischer Meister mit TPS Turku - 1993 Finnischer Meister mit TPS Turku - 1993 Gewinn des Europapokals mit TPS Turku | - 1994 Finnischer Vizemeister mit TPS Turku - 1994 2. Platz Europapokal mit TPS Turku - 1995 Finnischer Meister mit TPS Turku - 1996 Finnischer Vizemeister mit TPS Turku - 2000 Finnischer Meister mit TPS Turku - 2000 3. Platz der European Hockey League mit TPS Turku |

### International
- 1986 Goldmedaille bei der U18-Junioren-Europameisterschaft
- 1988 Bronzemedaille bei der U20-Junioren-Weltmeisterschaft